# ماتين2
لعبة ماتين2 هي لعبة اون لاين جماعية تجسد معارك بالسيوف في عالم مفتوح مكون من مناطق عبر شخصيات باللعبة.

## قصة اللعبة
تعرضت امباطوريات الشينسو، الشونجو,الجينو إلى هجوم من حجارة الماتين اللتي تسببت في انقسام القارة و فوضى عارمة ودمار شامل ونتج عن ذلك قيام حروب بين الامباطوريات، وتحولت الحيوانات إلى وحوش مفترسة واستيقظ الأموات في شكل مخلوقات سافكة للدماء.

## مميزات اللعبة
• قارة واسعة الأطراف، يحاول فيها عدد من اللاعبين إثبات شجاعتهم في عدد كبير ومتنوع من المهمات.

• ثلاث امبراطوريات متعادية، حيث يقدم كل لاعب لهن قوته.

• تعلم فنون القتال واكتساب مهارات من خلال التدريب، للقضاء على الخصوم.

• يستطيع اللاعب قيادة رابطة قوية واستخدام القوى المركزة، لكي يبني، بصفته القائد، قلعة خاصة به!

• الإستعداد للمعارك بواسطة عدد كبير من العتاد والأدوات، التي تتناسب مع حاجات اللاعب بطرق شتى.

•غرافيكس جيدة وتتميز بقليل من الجدية.

## شخصيات اللعبة

صورة لشخصيات metin2

- محارب: يتميز المحارب بعتاده الثقيل وقدرته على انزال خسائر كبيرة بالخصم بفعل قوته الجسدية أو الذهنية.[4]
- نينجا: النينجا هو محارب محترف قادر على الهجوم فجأة وبقوة باستعمال الخنجر أو القوس والسهم.[5]
- سورا: يتميز السورا بقوته السحرية ويده الشيطانية وقدرته على صد الهجمات بفعل مهاراته.[6]
- شامان: يعتمد الشامان على السحر والشعودة أثناء المعركة، كما يمكنه دعم اللاعبين الاخرين أثناء المعركة.[7]
- ليكانر: الليكانر هو مخلوق ضخم تحول من بشر إلى وحش مفترس ويتميز بقوته الخارقة وحواسه الحادة.[8]

## المناطق

### الشونجو
```
   جوان	(مدينة1)
   بوكيونغ	(مدينة2)
   واريونغ	(أرض الإتحاد)
   سونغبا	(أرض الاتحاد 2)
   خريطة الليكانر
```

### الجينو
```
   بيونغمو	(مدينة1)
   باكرا	(مدينة2)
```

```
   أمها	(أرض الإتحاد)
   دايامي	(أرض الاتحاد 2)
   خريطة الليكانر
```

### الشينسو
```
   يونغان	(مدينة1)
   يايانغ	(مدينة2)
   جورانغ	(أرض الإتحاد)
   ميريانغ	(أرض الاتحاد 2)
      خريطة الليكانر
```

## وصلات خارجية
- موقع جيم فورج
- القائمة الكاملة لجميع الألعاب أون لاين العربية
- أفضل الألعاب أون لاين العربية
- موقع السرفرات الخاصة ماتين2